# Герб Батайска

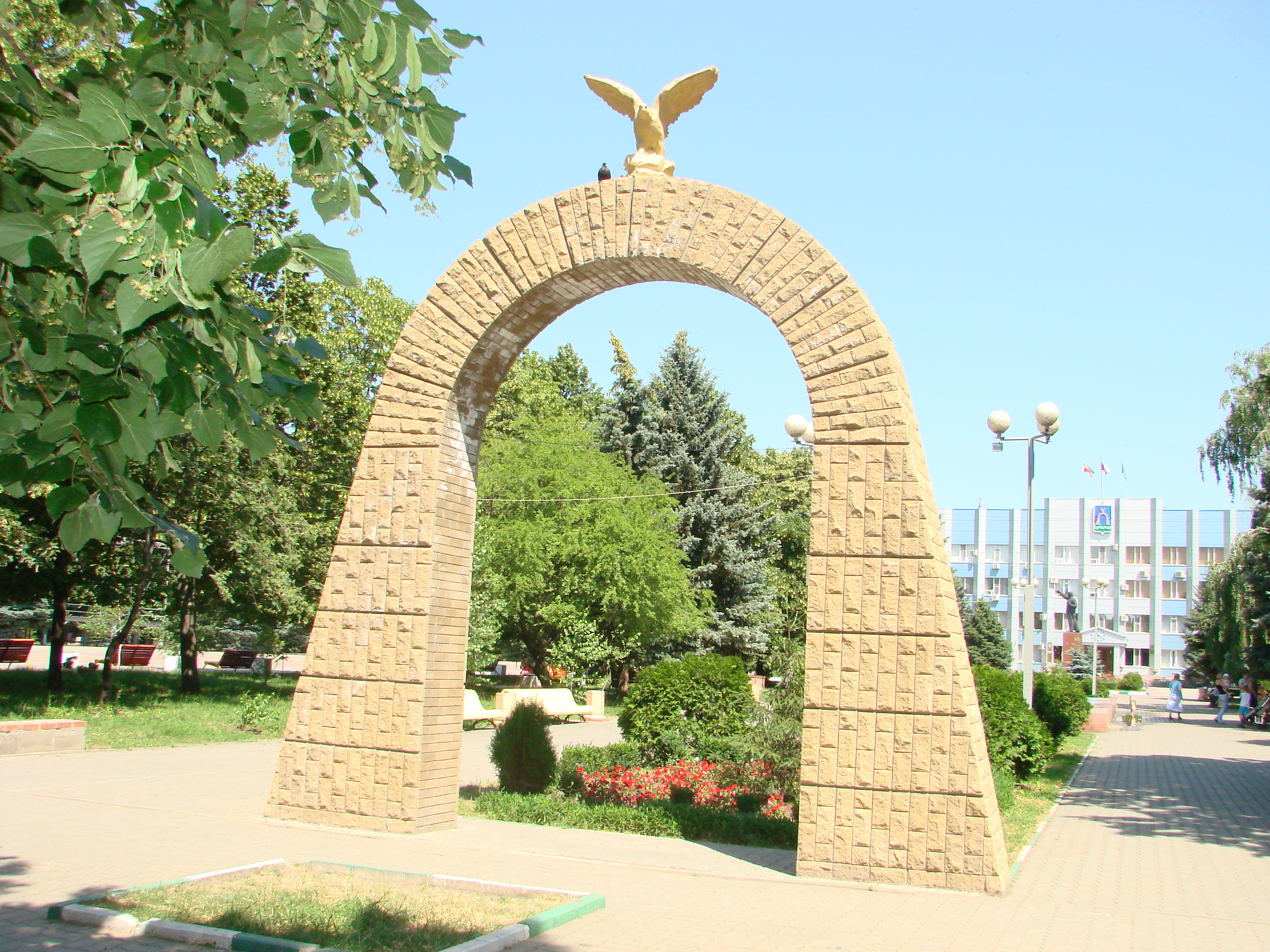
Арка изображённая на гербе.

 Герб Батайска  — официальный символ города Батайска.

## Описание и обоснование символики
Геральдическое описание (блазон) гласит:
В лазоревом (синем, голубом) поле золотой склонивший вправо голову орёл с воздетыми крыльями, сидящий на арке, сложенной из камней того же металла и стоящей на зелёной оконечности, обременённой волнисто изогнутым просечённым серебряно-лазорево-серебряным поясом
Герб города гармоничен по своему содержанию: все фигуры в аллегорической форме символизируют название города и его географическое положение.
Начало заселения современной территории города относится к периоду Азовских походов Петра I, официальным же годом основания Батайска (прежде — слободы) считается 1769 год.
Мощным толчком в социально-культурном развитии Батайска стало строительство железной дороги. Современный город Батайск расположен на месте пересечения древних торговых путей. Уже тогда это место считалось Воротами Кавказа, что символизирует арка с орлом.
В первой части герба — ворота — выполнены из камня в произвольной форме (в действительности данного архитектурного сооружения не существовало; выражение «Ворота Кавказа» — аллегория).
Орёл — увековеченный А. С. Пушкиным в стихотворении «Кавказ», стал в нём неотъемлемой частью пейзажа:
Кавказ подо мною. Один в вышине
Стою над снегами у края стремнины;
Орёл, с отдалённой поднявшись вершины…
Скульптура орла, выполненная в XVIII веке А. М. Опекушиным и установленная в Пятигорске, стала впоследствии символом Кавказа.
Арка из камня и орёл единого цвета (предпочтительно золотой), на лазуревом поле символизирует «Ворота Кавказа».
Золото — символ постоянства, богатства, великодушия.
Лазурь — символ красоты, чистоты, неба.
Во второй нижней части герба — название города, изображённое в иносказательной форме. В переводе с тюркского «Ба-Тай-Су» — влажная низина с ручьём (рекой).
Зелёное поле — «Ба». В тюркском гидронимический термин — «Влажная низина», буйная растительность. «Тай» — предлог «с». Серебристая с лазурью волнистая линия — «Су». В тюркском языке — обобщённое понятие (река, ручей, вода).
Вместе это гласит в аллегорической форме о названии города: «Ба-Тай-Су» — Батайск.
Зелёный цвет — символ стабильности, надежды, растительности.
Серебро — символ благородства, веры, воды.

## История

Предыдущие гербы
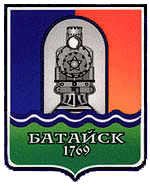
Герб до 1990 года
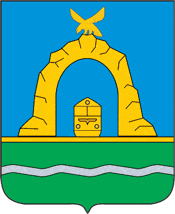
Герб до 2004 года